# تيري برايس (لاعب غولف)
تيري برايس (بالإنجليزية: Terry Price)‏ هو لاعب غولف أسترالي، ولد في 27 ديسمبر 1960 في روكامبتون في أستراليا.

## وصلات خارجية
- تيري برايس على موقع رابطة أوروبا للاعبي الغولف المحترفين (الإنجليزية)
- تيري برايس على موقع رابطة اليابان للاعبي الغولف المحترفين (الإنجليزية)
- تيري برايس على موقع التصنيف العالمي الرسمي للغولف (الإنجليزية)